# Thikombia Island
Thikombia Island är en ö i Fiji.   Den ligger i divisionen Norra divisionen, i den västra delen av landet, 300 km väster om huvudstaden Suva. Arean är 13,2 kvadratkilometer.
Terrängen på Thikombia Island är platt. Öns högsta punkt är 182 meter över havet. Den sträcker sig 5,5 kilometer i nord-sydlig riktning, och 10,4 kilometer i öst-västlig riktning.